# 패신저 (가수)
마이클 데이비드 로젠버그(Michael David Rosenberg, 1984년 5월 17일 ~ )는 패신저(Passenger)라는 예명으로 잘 알려진 영국의 싱어송라이터이다.
- Wide Eyes Blind Love (2009)
- Divers & Submarines (2010)
- Flight of the Crow (2010)
- All the Little Lights (2012)
- Whispers (2014)
- Whispers II (2015)
- Young as the Morning, Old as the Sea (2016)